# Сарачена
Сарачена (итал. Saracena) — коммуна в Италии, располагается в регионе Калабрия, подчиняется административному центру Козенца.
Население составляет 4082 человека, плотность населения составляет 37 чел./км². Почтовый индекс — 87010. Телефонный код — 0981.
Покровителем коммуны почитается святитель Лев Катанский. Праздник ежегодно празднуется 19 февраля.